# Степовое (Антрацитовский городской совет)
Степовое (укр. Степове) — посёлок, относится к Антрацитовскому городскому совету Луганской области Украины. Под контролем самопровозглашённой Луганской Народной Республики.

## География
Соседние населённые пункты: Щётово и Колпаково на востоке, город Антрацит на юге, Мельниково и Христофоровка и Краснолучский на юго-западе, Курган на западе, Лесное и Казаковка на северо-западе. Не путать с поселком под названием Степовое, что в подчинении у Ивановского поселкового совета Антрацитовского района, который расположен около города Петровское. Также не путать с одноименным селом под названием Степовое в Славяносербском районе Луганской области.

## Население
Население по переписи 2001 года составляло 219 человек.

## Общие сведения
Почтовый индекс — 94621. Телефонный код — 6431. Занимает площадь 0,502 км². Код КОАТУУ — 4410346903.

## Местный совет
94600, Луганская обл., Антрацитовский городской совет, с. Щётово, ул. Ленина, д.5